# Pandemia di COVID-19 in Niger
Il primo caso della pandemia di COVID-19 in Niger è stato confermato il 19 marzo 2020.
Amnesty International ha segnalato arresti di giornalisti che parlavano della pandemia nel Paese.

## Antefatti
Il 12 gennaio 2020, l'Organizzazione mondiale della sanità (OMS) ha confermato che un nuovo coronavirus era la causa di una nuova infezione polmonare che aveva colpito diversi abitanti della città di Wuhan, nella provincia cinese dell'Hubei, il cui caso era stato portato all'attenzione dell'OMS il 31 dicembre 2019.
Sebbene nel tempo il tasso di mortalità della COVID-19 si sia rivelato decisamente più basso di quello dell'epidemia di SARS che aveva imperversato nel 2003, la trasmissione del virus SARS-CoV-2, alla base della COVID-19, è risultata essere molto più ampia di quella del precedente virus del 2003, e ha portato a un numero totale di morti molto più elevato.
Il 5 maggio 2023, l'Organizzazione mondiale della sanità dichiara ufficialmente la fine della pandemia.

## Cronologia
Il 19 marzo, il Niger ha confermato il primo caso, a Niamey, si trattava di un uomo di 36 anni originario della Nigeria. Aveva viaggiato a Lomé, Accra, Abidjan e Ouagadougou.
A seguito di questo annuncio, gli aeroporti del Niger furono chiusi per impedire la diffusione del nuovo coronavirus.
Il 16 marzo, è stato confermato un terzo caso, si trattava di una donna brasiliana.
Al 25 marzo il Niger aceva riportato un totale di sette casi, incluso il primo decesso correlato a COVID-19 nel paese il 24 marzo. La morte è avvenuta a Niamey, si trattava di un cittadino nigeriano di 63 anni.
Amnesty International ha riferito che diversi giornalisti sono stati arrestati per aver denunciato la pandemia.